# حلقة فخذية
الحَلَقَةُ الفَخِذِيَّة (بالإنجليزية: Femoral ring)‏ هيَ قاعدة القناة الفخذية، وهي بيضاوية الشَكل تَتجه نحو الأعلى، كما أنَّ قطرها الطَويل يتجه بشكل عَرضي ويَبلغ قياسه حوالي 1.25 سم. في بعض الأحيان قد يَمر جُزء من الأمعاء من خلال هذه الحَلقة إلى القناة الفخذية مُسبباً حدوث فتق فخذي.

## الحدود
حدود الحَلقة الفَخذية كالتالي:
- أمامياً: رباط أصل الفخذ.
- خلفياً: الرباط العاني.
- إنسياً (وسطياً): القاعدة الهلالية للرباط الجوبي.
- وحشياً (جانبياً): الحاجز الليفي للجانب الوسطي للوريد الفخذي.

## روابط خارجية
- درسٌ تشريحي حول antthigh مُعدٌ بواسطة ويسلي نورمان (جامعة جورجتاون).